# Азарт
Аза́рт, також запа́л, заст. газа́рд (від італ. azzardo — ризик; giochi dazzardo — азартні ігри, через фр. hasard — випадок, випадковість; un jeu de hasard — азартна гра) — емоціональний стан, проявляється як збудження пов'язане з очікуванням бажаного результату своєї діяльності, або того за кого уболівають. Може дійти до стану афекту. Найбільш проявляється в змаганнях та іграх, але може мати місце в будь-якій діяльності при захопленні нею. Як прояв емоцій, азарт приглушує «голос розуму».

## Етимологія
Слово азарт прийшло в європейські мови: італійську, французьку — з арабської: az zahr, в якому воно означає гру в кістки. Зар (zahr) — це гральна кістка, шестигранний кубик для гри в кістки. Арабська назва, у свою чергу, можливо, сходить до арабського ж слова zahr — квітка (на одній з граней арабський кісток зображалася квітка).
Сьогодні слово азарт міцно увійшло в українську мову і має інші значення:
- спортивний азарт
- мисливський азарт
- азартні ігри